# Soba (Cantabria)
Soba es un valle y municipio de la comunidad autónoma de Cantabria (España), que tiene los siguientes límites: al norte, Ramales de la Victoria, Arredondo y valle de Ruesga. Al sur, la Merindad de Montija y Espinosa de los Monteros, todos en la provincia de Burgos. Al este, Lanestosa y Carranza, en la provincia de Vizcaya y al oeste, San Roque de Riomiera. Siendo el tercer mayor municipio en extensión de Cantabria, ocupa una extensión de 214,16 km² que alberga importantes bosques de hayas, robles y encinas.

## Geografía

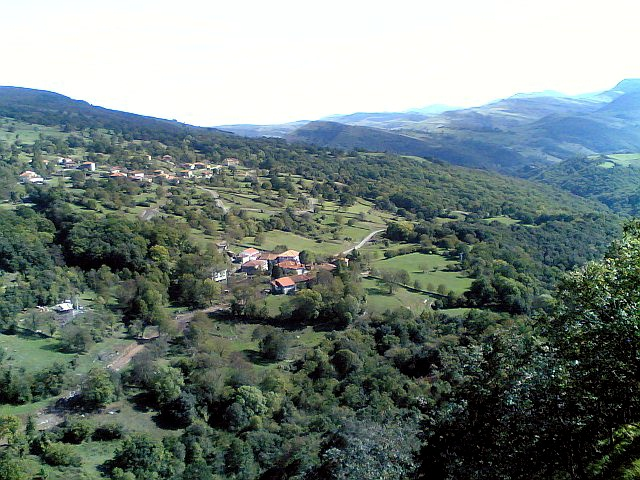
Vista del valle de Soba desde el mirador de La Gándara

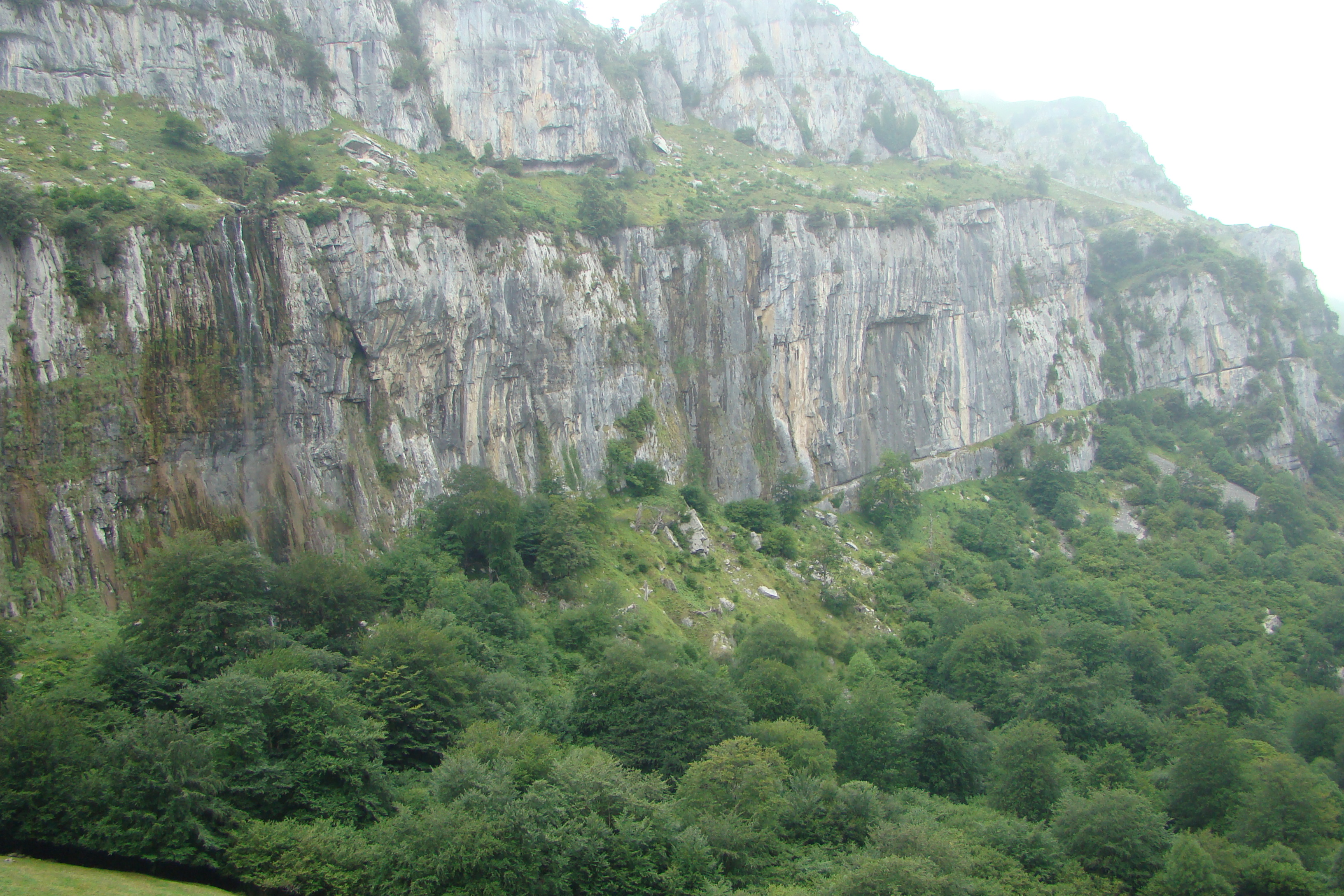
Parque natural Collados del Asón

El municipio tiene grandes diferencias altimétricas, estando la cota más baja situada a 187 m s. n. m., y la más elevada a 1605 m s. n. m. La capital, Veguilla, se sitúa en la cota 330.
| Noroeste: San Roque de Riomiera             | Norte: Ruesga y Arredondo         | Nordeste: Ramales de la Victoria     |
| Oeste: San Roque de Riomiera                |                                   | Este: Lanestosa y Carranza (Vizcaya) |
| Suroeste: Espinosa de los Monteros (Burgos) | Sur: Merindad de Montija (Burgos) | Sureste: Valle de Mena (Burgos)      |

### Cumbres principales
En el noreste se encuentra Busta y San Vicente, que forman los dos lados del gran barranco llamado la Cubilla, por el que pasa el río Gándara (o río Soba, como se le llamaba antes). La Busta está rematada por un pequeño llano. San Vicente termina en un pico muy agudo que desde tiempos antiguos sirvió como faro para los navegantes. 
En el oeste se encuentra la peña de Rocías.

### Ríos
Los ríos Asón y Gándara recorren estos terrenos y con ellos algunos riachuelos de mayor o menor importancia. El río Gándara sigue el curso de oeste a este, hasta llegar al puente de Bollen y Regules donde cambia ligeramente de dirección para retomarla después. Tiene como afluentes en la zona los arroyos Riopicote y Rioquimillo.
Además, el municipio también incluye parte de las cuencas de los ríos Miera y Calera, este afluente del Gándara, y que delimita Cantabria del País Vasco.
Todos los ríos y arroyos tuvieron puentes de madera, muchos de ellos conservados en la actualidad. En sus aguas viven, truchas y anguilas.

### Clima
Soba tiene un clima cálido y templado, clasificado como Cfb según la clasificación climática de Köppen.
La temperatura media anual es 12,6 °C y una oscilación térmica por debajo de los 12 °C. En verano la temperatura media está en 18,9 °C, mientras que en invierno el termómetro baja hasta los 4 °C. En cuanto a las precipitaciones, la media anual es de 1008 mm, siendo diciembre el mes más lluvioso y julio el más seco.
| Parámetros climáticos promedio de Veguilla | Parámetros climáticos promedio de Veguilla | Parámetros climáticos promedio de Veguilla | Parámetros climáticos promedio de Veguilla | Parámetros climáticos promedio de Veguilla | Parámetros climáticos promedio de Veguilla | Parámetros climáticos promedio de Veguilla | Parámetros climáticos promedio de Veguilla | Parámetros climáticos promedio de Veguilla | Parámetros climáticos promedio de Veguilla | Parámetros climáticos promedio de Veguilla | Parámetros climáticos promedio de Veguilla | Parámetros climáticos promedio de Veguilla | Parámetros climáticos promedio de Veguilla |
| Mes | Ene.                                       | Feb.                                       | Mar.                                       | Abr.                                       | May.                                       | Jun.                                       | Jul.                                       | Ago.                                       | Sep.                                       | Oct.                                       | Nov.                                       | Dic.                                       | Anual                                      |
| --- | ------------------------------------------ | ------------------------------------------ | ------------------------------------------ | ------------------------------------------ | ------------------------------------------ | ------------------------------------------ | ------------------------------------------ | ------------------------------------------ | ------------------------------------------ | ------------------------------------------ | ------------------------------------------ | ------------------------------------------ | ------------------------------------------ |
| Temp. máx. media (°C) | 9.8                                        | 10.5                                       | 13.3                                       | 14.6                                       | 16.8                                       | 20.1                                       | 22.3                                       | 22.8                                       | 21.2                                       | 17.6                                       | 13.2                                       | 10.6                                       | 16.1                                       |
| Temp. media (°C) | 7.0                                        | 7.4                                        | 9.6                                        | 10.9                                       | 13.2                                       | 16.4                                       | 18.5                                       | 18.9                                       | 17.3                                       | 14.0                                       | 10.1                                       | 7.9                                        | 12.6                                       |
| Temp. mín. media (°C) | 4.2                                        | 4.4                                        | 6.0                                        | 7.2                                        | 9.7                                        | 12.7                                       | 14.7                                       | 15.0                                       | 13.4                                       | 10.4                                       | 7.1                                        | 5.31                                       | 9.2                                        |
| Precipitación total (mm) | 96                                         | 84                                         | 72                                         | 86                                         | 73                                         | 64                                         | 43                                         | 61                                         | 88                                         | 101                                        | 115                                        | 125                                        | 1008                                       |
| Fuente: «Clima Veguilla: Temperatura, Climograma y Tabla climática para Veguilla - Climate-Data.org». es.climate-data.org. Consultado el 5 de febrero de 2019. |                                            |                                            |                                            |                                            |                                            |                                            |                                            |                                            |                                            |                                            |                                            |                                            |                                            |

### Cuevas
El municipio de Soba agrupa el 25 % de las grandes cuevas cántabras, con un total de 74 simas, torcas y cuevas. Para su gestión, se ha creado la Red de Cuevas del Alto Asón.

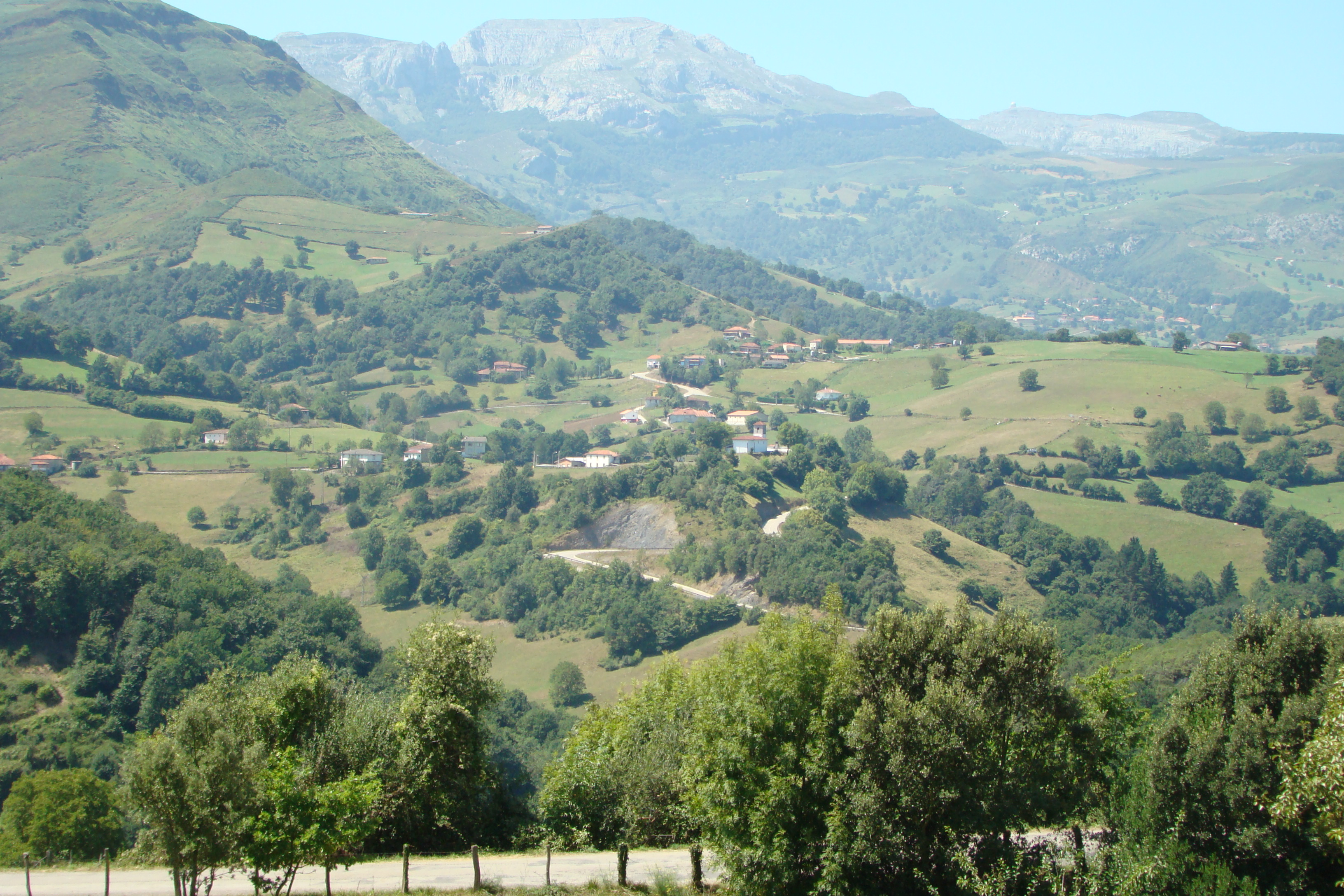
El valle del Gándara

### Espacios naturales
Dentro del municipio se encuentra el parque natural de los Collados del Asón, comprendido entre los altos Collado de Asón (682 m s. n. m.), Mortillano (1403 m s. n. m.) y de la Mina (1271 m s. n. m.), al norte; Carrío (1424 m s. n. m.) y Pizarras (1474 m s. n. m.), al oeste; Portillo de la Lunada (1350 m s. n. m.), Picón del Fraile (1632 m s. n. m.), Los Porrones (1452 m s. n. m.) y Alto de Imunia (1512 m s. n. m.), al sur; y el Portillo de Sía (1234 m s. n. m.), Los Tornos (920 m s. n. m.) al este. El parque incluye los nacimientos de los ríos Gándara y Asón y el macizo calizo, con valles de origen glaciar, en el que surgen. Tiene una rica flora y fauna.
Además, el municipio tiene propuestas como Lugares de Importancia Comunitaria las cuencas de los ríos Miera y Gándara.

### Árboles singulares
Existen dos conjuntos arbóreos catalogados en el Inventario Abierto de Árboles Singulares de Cantabria:
- Cagigal de La Gándara (número 150 del Inventario): compuesto por 74 ejemplares de Quercus robur que ocupan una extensión de una hectárea, situado en el barrio La Gándara.[4]
- Cagigal del Monte San Pedro (número 151 del Inventario): compuesto por 246 ejemplares de Quercus robur en una extensión de tres hectáreas, situado junto a la carretera CA-256 en el mismo barrio que el anterior.[5]

## Historia
Se tiene poca documentación escrita de la época romana y de las primeras comunidades de la Edad Media. Aparece algo en el año 863 relacionado con los monasterios de Aja y en los cartularios de San Salvador de Oña y Santa María la Real de Nájera. La documentación más importante es la del siglo XIII, con los linajes de los Ezquerra de Rozas y los Zorrilla, que más tarde se van a vincular a la familia castellana de los Velasco. Esta familia tuvo el señorío de Soba a partir de 1300, privilegio que otorgó el rey Fernando IV. 
A finales del siglo XIV, Soba fue incluida en la Merindad Mayor de Castilla la Vieja. Hubo grandes enfrentamientos entre las dos familias. En 1473 Enrique IV nombró Condestable de Castilla a Pedro Fernández de Velasco que ya tenía el señorío de Medina de Pomar, Briviesca y Frías. 
Hasta 1822 en que hubo un proceso de modernización del Estado, el valle estuvo dividido administrativamente en entidades de pequeño tamaño llamadas concejos, que eran administradas por regidores, diputados, montaneros y coxedores (que recaudaban los impuestos). Estos concejos existentes eran:
- Aja
- Balcaba y el barrio de Asón
- Cañedo
- Fresnedo y el barrio de Cosera
- Herada y los barrios de Cagiguera y Valnera
- Incendo y el barrio de Ancillo
- Pilas
- Prado
- Regules
- Rehoyos
- La Revilla y los barrios de Helguera
- Rozas y los barrios de Ancillos, Bolaiz, Lamedal, Manzaneda y San Vicente
- San Juan y los barrios de Busta, La Cistierna y Santa María
- San Felices y los barrios de Bustancillés, Lavín, La Peña y Quintana
- San Martín y los barrios de Astrana, Hazas, San Martín y Villaverde
- San Pedro
- Santayana y los barrios de San Bartolomé y Sangas
- Valdició y el barrio de Calseca
- Veguilla
- Villar y los barrios de Bárcena, La Colina, Espinilla, Hoyo, La Junquera, Llano, Otero, Sicuetos y El Río

## Demografía
Soba cuenta con una población de 1076 habitantes (INE 2024).
| Gráfica de evolución demográfica de Soba entre 1842 y 2021                                                          |
| |
| Población de derecho según los censos de población del INE Población de hecho según los censos de población del INE |

Al igual que otros municipios rurales del interior de Cantabria, Soba sufre desde hace décadas una caída constante de su población. Tras superarse con creces los 4000 habitantes a principios del siglo XX, la población comenzó a descender de una forma muy acentuada en los años 60 hasta llegar actualmente a unas cifras de población que solo suponen una cuarta parte de la población que el municipio tuvo a comienzos del siglo pasado. 
Algunas de estas poblaciones tienen barrios apartados (Casatablas, La Barcenilla, El Barrio, San Bartolomé), y en el lugar de La Gándara, junto al nacimiento del río, se ha desarrollado un núcleo de viviendas a lo largo de la carretera CA-256, donde se concentran algunos de los servicios del municipio (colegio, piscina municipal, campo de fútbol, pistas deportivas, restaurantes, bolera de Pasabolo tablón y centro de interpretación del parque natural, por ejemplo).

## Administración y política

### Gobierno municipal
Julián José Fuentecilla García (PRC) es el actual alcalde del municipio.
| Partido político                         | 2023  | 2023  | 2023       | 2019  | 2019  | 2019       | 2015  | 2015  | 2015       | 2011  | 2011  | 2011       | 2007  | 2007  | 2007       | 2003  | 2003  | 2003       |
| Partido político                         | Votos | %     | Concejales | Votos | %     | Concejales | Votos | %     | Concejales | Votos | %     | Concejales | Votos | %     | Concejales | Votos | %     | Concejales |
| Partido Regionalista de Cantabria (PRC)  | 501   | 62,70 | 7          | 561   | 68,49 | 6          | 637   | 70,54 | 7          | 616   | 64,98 | 6          | 717   | 68,48 | 7          | 726   | 69,41 | 7          |
| Partido Popular (PP)                     | 192   | 24,03 | 2          | 167   | 20,39 | 2          | 157   | 17,39 | 1          | 219   | 23,10 | 2          | 197   | 18,82 | 1          | 192   | 18,36 | 1          |
| Partido Socialista Obrero Español (PSOE) | 59    | 7,38  | 0          | 82    | 10,01 | 1          | 100   | 11,07 | 1          | 110   | 11,60 | 1          | 126   | 12,03 | 1          | 120   | 11,47 | 1          |

### Organización territorial
Constituido en Ayuntamiento en 1822, en la actualidad está compuesto por 27 poblaciones, con un total de 1075 habitantes (INE 2024):
- Aja
- Asón
- Astrana
- Bustancillés
- Cañedo
- Fresnedo
- Hazas
- Herada
- Incedo
- Lavín
- Pilas
- El Prado
- Quintana
- Regules
- Rehoyos
- La Revilla
- Rozas
- San Juan
- San Martín
- San Pedro
- Sangas
- Santayana
- Valcaba
- Valdició
- Veguilla (capital)
- Villar
- Villaverde

### Justicia
El municipio pertenece al partido judicial de Laredo (partido judicial n.º 2 de Cantabria).
En abril de 2017, el Tribunal Superior de Justicia de Cantabria nombra como juezas de paz titular y sustituta de Soba a María Josefa Sainz Lastra y Cecilia Dorinda Cadaya Pérez respectivamente.

## Economía
El sector primario, y especialmente la ganadería, es la base de la economía sobana, ocupando un 59 % de la población activa. El incipiente sector servicios, especialmente los relacionados con el turismo, ocupan al 21,2 % de la población, la construcción un 10,8 % y las actividades de transformación industrial, apenas un 9 %. El censo agrario de 1999, establecía que, de las 20 966 ha de superficie agrícola, 12 357 se dedicaban a pastos y 6522 a especies arbóreas forestales.
La Consejería de Ganadería, Agricultura y Pesca del Gobierno de Cantabria, para la campaña 2002, indicaba que, en Soba, se concentra el mayor número de reses de vacuno de la comunidad autónoma, con 10 948 ejemplares.
La aportación benéfica de D. Jerónimo Sáinz de la Maza para el desarrollo de la comarca de Soba tiene amplia notoriedad reconocida en el territorio

## Servicios

### Energía y abastecimiento
Cerca de Regules y situada entre la carretera CA-256 y el río Gándara, se localiza la central hidroeléctrica de Regules, propiedad de Iberdrola. Esta central data del año 1914 y tiene un caudal concesional de 1 450 litros con un salto bruto de 375 m.
En el valle de Soba, se construyó el primer parque eólico de Cantabria, llamado Cañoneras. La primera fase, Cañoneras I, inaugurada en 2008 está compuesta por 21 aerogeneradores, de 52 m de diámetro y 44 m de altura de torre, con una potencia total de 850 kW cada uno lo que supone una potencia total de 17 850& kW. La segunda fase, Cañoneras II, fue puesta en servicio en 2010 y cuenta en 17 aerogeneradores de las mismas características que los anteriores, con una potencia total de 14 450 kW lo que supone, sumando ambas fases, una potencia total instalada de 32,3 MW.

### Educación
Dispone de un colegio público de educación infantil y primaria, CEIP, así como una escuela hogar, EH, denominados Jerónimo Sainz de la Maza ubicados en el barrio de San Pedro (Quintana).

### Sanidad
En los barrios de Casatablas y La Gandara se ubican dos consultorios médicos de Servicio Cántabro de Salud, pertenecientes a la zona básica de salud de Alto Asón que, a su vez, se encuadra en el Área de Salud de Laredo. Estos servicios médicos se complementan con una farmacia situada en el barrio de Casatablas.

### Transporte y comunicaciones

#### Red viaria
Por el término municipal de Soba discurre la siguiente vía perteneciente a la Red de Carreteras del Estado:
- N-629 el trazado a través del municipio se divide en dos tramos, el primero entre los puntos kilométricos 48 y 60, que incluye el Puerto de Los Tornos; y el segundo entre los puntos kilométricos 64,5 y 67,5, al cruzar el puente sobre el río Calera.

También discurren las siguientes carreteras de la Red Secundaria de Carreteras de Cantabria:
- CA-255: Regules - Los Tornos
- CA-256: Ramales - La Gándara de Soba
- CA-265: Arredondo - La Gándara, desde el punto kilométrico 4 hasta el final

También discurren la siguiente carretera de la Red Local de Carreteras de Cantabria:
- CA-643: San Roque de Riomiera - Lunada, desde el punto kilométrico 10 hasta el final situado en el límite provincial con Burgos
- CA-660: Acceso a Herada de Soba
- CA-661: Acceso a La Busta
- CA-663: Acceso a Villar de Soba
- CA-664: Acceso a Cañedo
- CA-665: La Gándara - La Sía
- CA-666: Acceso a Astrana
- CA-667: Acceso a Aja
- CA-668: Acceso a San Pedro de Soba
- CA-669: Acceso a Rozas

A lo largo de las carreteras que recorren Soba, se cruzan tres puertos de montaña, todos ellos en el límite provincial con Burgos:
- Puerto de Los Tornos, en la carretera N-629 y con una altitud de 920 m s. n. m.
- Portillo de La Sía, en la carretera CA-665 que continúa en la carretera BU-571 y con un altitud de 1 246 m s. n. m.
- Portillo de Lunada, en la carretera CA-643 que continúa en la carretera BU-572 y con una altitud de 1 316 m s. n. m.

#### Transporte público
Soba está comunicado con la capital de Cantabria, Santander, y con Ramales de la Victoria por medio de las siguientes líneas de autobuses:
- Turytrans: Ramales - La Gándara - Ramales.
- Turytrans: Santander - La Gándara.

## Patrimonio

### Arqueología
Existen diversos yacimientos arqueológicos en cuevas del municipio, como las de El Mortero (Astrana), Las Escaleras (Asón) o El Tarreón (San Juan), de época epipaleolítica; también en el Covarón de Manzaneda y en la cueva de los Trillos, con restos más recientes. Se han localizado restos megalíticos en Herada (Túmulos de Landías y La Tejera). También existen restos medievales, en Villar, Fresnedo, Pilas, Sangas y San Martín.

### Arquitectura
Existen en el valle numerosos ejemplos de arquitectura señorial y religiosa. Posee, además, una rica arquitectura tradicional, con elementos propios y originales, como los patines y numerosos ejemplos de cabañas pasiegas.

#### Arquitectura civil e industrial
Destaca la Torre de los Velasco, en Quintana, Bien de interés cultural con categoría de monumento. Existen numerosos ejemplos de arquitectura señorial, como el palacio de los Zorrilla, en La Gándara (1553); la Torre de los Ezquerra, en Rozas (siglo XVI) y casonas en diversas localidades.

#### Arquitectura religiosa
Los edificios religiosos más destacados del municipio, son los templos de San Miguel Arcángel, en Rozas, tardo-gótico, reformado en el siglo XVI, con retablo renacentista (1527), y de San Fausto, en La Revilla, de 1654, obra de Pedro de Avajas. Existen además otras iglesias de interés: Santa María, en Cañedo, que alberga tablas pictóricas del XVI; o San Martín, en Rehoyos, de 1896, conforme a proyecto de Alfredo de la Escalera y Amblard.

### Equipamiento cultural
Existe un Museo Etnográfico de Soba, situado en Veguilla, e inaugurado en 2002, en el edificio del Ayuntamiento, cedido en 1911 por Gerónimo Pérez y Sainz de la Maza. En el barrio de La Gándara, se encuentra la Casa de Cultura y el centro de interpretación del parque natural Collados del Asón.

### Festividades y eventos
Las fiestas locales del término municipal de Soba son las siguientes:
- 15 de mayo: festividad de San Isidro Labrador
- 8 de septiembre: festividad de Nuestra Señora de Irias

Asimismo, el municipio tiene lugar la siguiente fiesta:
- Tercer sábado de agosto: celebración del Día de Soba en La Gándara.

Además de las anteriores, las distintas localidades del valle celebran distintas festividades en honor a sus respectivos patrones:
- 25 de marzo: festividad de Nuestra Señora en El Prado
- 15 de mayo: festividad de San Isidro en Hazas
- Primer sábado de junio: festividad de La Imagen en Villar
- 13 de junio: festividad de San Antonio en Asón
- 26 de junio: festividad de San Pelayo en Hazas
- 19 de julio: festividad de Santa Marina en Busta (San Juan)
- 26 de julio: festividad de Santa Ana en Astrana
- 2 y 3 de agosto: festividad de San Esteban en Fresnedo
- 10 de agosto: festividad de San Lorenzo en Villaverde y La Revilla
- 15 de agosto: festividad de Nuestra Señora en las localidades de Quintana y Regules
- 16 de agosto: festividad de San Roque en la localidad de Santayana
- 24 de agosto: festividad de San Bartolomé en Sangas
- 25 de agosto: festividad de San Gines en Rehoyos
- 30 y 31 de agosto: festividad de San Emeterio en las localidades de San Martín y Herada
- 6 de septiembre: festividad de Nuestra Señora de Irias en las localidades de Aja y San Pedro
- 8 de septiembre: festividad de Nuestra Señora de Cañedo en Cañedo
- 14 de septiembre: festividad de La Cruz en Villar
- 21 de septiembre: festividad de San Mateo en Veguilla
- 27 de septiembre: festividad de San Miguel en Rozas
- 4 de octubre: festividad de Nuestra Señora del Rosario en Rozas
- 11 y 12 de octubre: festividad de El Pilar en Quintana
- Corpus Christi: celebrado en Herada

### Tradiciones populares
Entre las tradiciones musicales, destacan las cantas, especialmente las marzas.

### Deporte

#### Instalaciones deportivas
En el barrio de La Gándara se encuentran las instalaciones deportivas municipales. Así, el municipio cuenta con un campo de fútbol, denominado El Mirador y en el que compite el equipo de fútbol Club Deportivo Río Gándara y la Asociación Deportiva Valle de Soba hasta su desaparición en 2010.
Junto al colegio, se ubican las piscinas municipales, construidas por la Consejería de Turismo, Cultura y Deporte del Gobierno de Cantabria e inauguradas el 3 de agosto de 2006 y un pabellón polideportivo. También en las cercanías del colegio, se localiza la bolera de pasabolo tablón llamada Monte de San Pedro.

#### Entidades y clubes deportivos
- Club Deportivo Río Gándara: equipo de fútbol
- Asociación Deportiva Valle de Soba: equipo de fútbol desaparecido
- Peña Pasabolo La Gándara: peña de pasabolo tablón
- Peña Pasabolo Peña Lusa: peña de pasabolo tablón

#### Senderos de montaña
En el término municipal de Soba se pueden recorrer los siguientes senderos de Gran Recorrido y Pequeño Recorrido:
- GR 74: Corredor Oriental de Cantabria, atraviesa el municipio de este a oeste en las dos primeras etapas; la primera se inicia en Ramales de la Victoria y finaliza en La Gándara; y la segunda parte de este barrio sobano finalizando en San Roque de Riomiera.
- PR-S 13: camino del Hoyo Masayo, comienza en Astrana y finaliza en Riva, término municipal de Ruesga.
- PR-S 14: camino del Val del Asón, con inicio en Arredondo y final al pie de la cascada de Cailagua, nacimiento del río Asón.
- PR-S 20: La Sía, con inicio en Veguilla y finaliza en El Rellano, cerca del portillo de La Sía.
- PR-S 21: camino de Fresnedo y Herada: con inicio y final de Casatablas.
- PR-S 66: glaciar de Hondojón, con inicio y final en el aparcamiento de los Collados del Asón.
- PR-S 74: Bustalveinte-Brenalengua, ruta circular con inicio y final en el aparcamiento de los Collados del Asón.
- PR-S 77: vuelta a La Colina, cuyo inicio y final se sitúa en el aparcamiento de los Collados del Asón.

De los senderos indicados, únicamente se encuentran homologados el PR-S 14, camino del Val del Asón, y el PR-S 21, camino de Fresnedo y Hereda; el resto han sido deshomologados por la Federación Cántabra de Deportes de Montaña y Escalada en 2019.

## Personas destacadas
- Domingo Ortiz de Rozas (1683-1756): nacido en Rozas. Primer conde de Poblaciones. Teniente general de los Reales Ejércitos, gobernador del Río de la Plata y gobernador titular de la Capitanía General de Chile.
- Fernando Fernández Lavín (1914-1993): periodista, nacido en la Torre de los Velasco.